# Abrahamitas
Como Abrahamitas se conocen los siguientes:

## Orden religiosa
Una orden de monjes llamada así por el monasterio de San Abraham" quien fue obispo de Éfeso en la segunda mitad del siglo VI.
Fueron muertos alrededor del 835, en Constantinopla, por orden del emperador Teófilo, al oponerse a la iconoclastia, después que en 832 publicó un edicto por el cual se prohibía el uso y adoración de iconos.
Las Iglesias católica y ortodoxa los consideran mártires; se los conmemora el 8 de julio.

## Secta
Una secta de deístas en Bohemia en el siglo XVIII, que profesaban ser los seguidores del pre-circunciso Abraham. Creyendo en un solo dios, se conformaban con el Decálogo y el Padrenuestro. Declinando ser clasificados como cristianos o como judíos, fueron excluidos del edicto de tolerancia del emperador José II de Habsburgo en 1781 y deportados a varias partes del imperio, siendo los hombres mandados a regimentos de la frontera. Algunos se convirtieron al catolicismo, y a aquellos que mantuvieron su visión "abrahamita" no se les permitió transmitirla a la siguiente generación.